# Ayuntamiento de Hospitalet de Llobregat
El Ayuntamiento de Hospitalet de Llobregat (en catalán: Ajuntament de l'Hospitalet de Llobregat) es la institución municipal encargada del gobierno y la administración del municipio catalán de Hospitalet de Llobregat, en España. Es una de las cuatro administraciones públicas con responsabilidad en la ciudad de Hospitalet de Llobregat, junto a la Administración General del Estado, la Generalidad de Cataluña y la Diputación de Barcelona.
El consistorio está presidido por el alcalde de Hospitalet de Llobregat, que desde 1979 es elegido democráticamente por sufragio universal. Actualmente ocupa dicho cargo Núria Marín, del PSC.

## Alcaldes
| Periodo   | Nombre                                                                          | Partido                                    |
| --------- | ------------------------------------------------------------------------------- | ------------------------------------------ |
| 1979-1983 | Juan Ignacio Pujana Fernández                                                   | Partit dels Socialistes de Catalunya (PSC) |
| 1983-1987 | Juan Ignacio Pujana Fernández                                                   | Partit dels Socialistes de Catalunya (PSC) |
| 1987-1991 | Juan Ignacio Pujana Fernández                                                   | Partit dels Socialistes de Catalunya (PSC) |
| 1991-1995 | Juan Ignacio Pujana Fernández (1991-1994) Celestino Corbacho Chaves (1994-1995) | Partit dels Socialistes de Catalunya (PSC) |
| 1995-1999 | Celestino Corbacho Chaves                                                       | Partit dels Socialistes de Catalunya (PSC) |
| 1999-2003 | Celestino Corbacho Chaves                                                       | Partit dels Socialistes de Catalunya (PSC) |
| 2003-2007 | Celestino Corbacho Chaves                                                       | Partit dels Socialistes de Catalunya (PSC) |
| 2007-2011 | Celestino Corbacho Chaves (2007-2008) Núria Marín Martínez (2008-2011)          | Partit dels Socialistes de Catalunya (PSC) |
| 2011-2015 | Núria Marín Martínez                                                            | Partit dels Socialistes de Catalunya (PSC) |
| 2015-2019 | Núria Marín Martínez                                                            | Partit dels Socialistes de Catalunya (PSC) |
| 2019-2023 | Núria Marín Martínez                                                            | Partit dels Socialistes de Catalunya (PSC) |
| 2023-act. | Núria Marín Martínez (2023-2024) David Quirós Brito (2024-act.)                 | Partit dels Socialistes de Catalunya (PSC) |

## Concejales
La distribución actual de los concejales del Consistorio, tras las elecciones municipales celebradas en mayo de 2015, es la siguiente:
| Partido político                           | Votos  | %     | Concejales | Miembros del grupo municipal |
| ------------------------------------------ | ------ | ----- | ---------- | --- |
| Partit dels Socialistes de Catalunya (PSC) | 30 979 | 33,24 | 11         | Núria Marín Martínez, Francesc Josep Belver Vallés, Mercè Perea Conillas, José María García Mompel, Cristian Alcázar Esteban, Rocío Ramírez Pérez, Manuel Brinquis Pérez, Jaume Graells Veguín, María Ángeles Sariñena Hidalgo, José Castro Borrallo, Jesús Husillos Gutiérrez |
| Ciutadans (CS)                             | 12 343 | 13,24 | 4          | Miguel García Valle, Carmen Esteban Fernández, Rainaldo Ruiz Narváez y Jesús Amadeo Martín González |
| Canviem l'Hospitalet                       | 9524   | 10,22 | 3          | Ana González Montes, Juliana Carballeira Pascual y Iván Nieto Martínez |
| Partit Popular de Catalunya (PP)           | 9259   | 9,93  | 3          | Sonia Esplugas González, Francisco Javier Martín Hermosín y Pedro Alonso Navarro |
| Esquerra Republicana de Catalunya (ERC)    | 8357   | 8,97  | 2          | Antonio García Acero y Coque García Muñoz |
| Ganemos                                    | 6962   | 7,47  | 2          | Rafael Jiménez Ariza y Cristina Santón Ramiro |
| Convergència i Unió (CiU)                  | 5579   | 5,99  | 1          | Jordi Monrós Ibáñez |
| Candidatura d'Unitat Popular (CUP)         | 4763   | 5,11  | 1          | Khristian Giménez Márquez |

## Resultados electorales
| Partido político                                         | 2023  | 2023   | 2023       | 2019  | 2019   | 2019       | 2015  | 2015   | 2015       | 2011  | 2011   | 2011       | 2007  | 2007   | 2007       |
| Partido político                                         | %     | Votos  | Concejales | %     | Votos  | Concejales | %     | Votos  | Concejales | %     | Votos  | Concejales | %     | Votos  | Concejales |
| Partit dels Socialistes de Catalunya (PSC)               | 38,39 | 31 744 | 13         | 43,35 | 43 696 | 14         | 33,24 | 30 942 | 11         | 41,11 | 32 954 | 13         | 54,18 | 43 576 | 17         |
| Esquerra Republicana de Catalunya (ERC)                  | 12,77 | 10 561 | 4          | 16,21 | 16 342 | 5          | 8,97  | 8348   | 2          | 2,83  | 2266   | 0          | 4,90  | 3939   | 0          |
| Partit Popular de Catalunya (PP)                         | 12,02 | 9939   | 4          | 5,16  | 5199   | 1          | 9,92  | 9238   | 3          | 19,66 | 15 755 | 6          | 15,29 | 12 294 | 5          |
| Vox                                                      | 10,27 | 8 496  | 3          | 3,12  | 3148   | 0          | —     | —      | —          | —     | —      | —          | —     | —      | —          |
| En Comú Podem (ECP)-Iniciativa per Catalunya Verds (ICV) | 9,82  | 8125   | 3          | 11,19 | 11 280 | 3          | 10,22 | 9516   | 3          | 9,42  | 7554   | 2          | 9,16  | 7368   | 2          |
| Junts per Catalunya (JxC)-Convergència i Unió (CiU)      | 3,72  | 3084   | 0          | 3,46  | 3486   | 0          | 5,99  | 5579   | 1          | 13,01 | 10 431 | 4          | 10,55 | 8484   | 3          |
| Ciutadans (CS)                                           | 2,40  | 1 988  | 0          | 11,80 | 11 899 | 4          | 13,24 | 12 324 | 4          | 2,25  | 1807   | 0          | 3,86  | 3105   | 0          |
| Candidatura d'Unitat Popular (CUP)                       | 2,27  | 1880   | 0          | 2,06  | 2077   | 0          | 5,11  | 4755   | 1          | 0,67  | 540    | 0          | —     | —      | —          |
| Ganemos                                                  | —     | —      | —          | —     | —      | —          | 7,46  | 6949   | 2          | —     | —      | —          | —     | —      | —          |
| Plataforma per Catalunya (PxC)                           | —     | —      | —          | —     | —      | —          | 3,92  | 3653   | 0          | 7,74  | 6207   | 2          | —     | —      | —          |

## Evolución de la deuda viva municipal
El concepto de deuda viva contempla sólo las deudas con cajas y bancos relativas a créditos financieros, valores de renta fija y préstamos o créditos transferidos a terceros, excluyéndose, por tanto, la deuda comercial.
| Gráfica de evolución de la deuda viva del Ayuntamiento entre 2008 y 2023                                          |
| |
| Deuda viva del Ayuntamiento de Hospitalet de Llobregat, en miles de euros, según datos del Ministerio de Hacienda |